# Nothin' to Lose
«Nohin’ to Lose» — пісня американського хардрок-гурту Kiss, випущена на їх однойменному дебютному альбомі в 1974 році. Це перший сингл, який коли-небудь випустив гурт. Незважаючи на те, що пісня не потрапила в чарти, вона залишалася основною концертної програми гурту у 1970-х роках і була представлена на багатьох концертних альбомах і компіляціях.
На гітарі на цьому треку грає Брюс Фостер із Shark Frenzy. Гурт Shark Frenzy потім стане першим гуртом у музичній кар'єрі Річі Самбори. Як пише сайт Songfacts, "Nothin' to Lose" стала першою піснею Kiss, в записі якої взяв участь музикант з боку (не учасник гурту).

## Про пісню
Автор пісні - Джин Сіммонс. Як стверджує сайт Songfacts, у пісні Сіммонс переконує свою дівчину спробувати анальний секс і врешті-решт їй це подобається. Головний вокал у пісні виконують: Джин Сіммонс, Пол Стенлі і Пітер Крісс.
Сіммонс розповідав журналу Classic Rock::
Пісня Nothin' to Lose з'явилася після того, як я почув цей рядок у двох різних піснях. Одна була піснею Літл Річарда, а інша була пісня під назвою «Sea Cruise», в якій був рядок «Тобі нема чого втрачати, чи не дозволиш ти мені взяти тебе в морський круїз?» (англ. You got nothin' to lose, won't you let me take you on a sea cruise).

## Огляди
23 лютого 1974 року журнал Cash Box у своєму огляді на нові записи: «дебютує один із найкращих нових хевіметал-гуртів, який з’явився в Нью-Йорку за деякий час (з Кернером-Вайзом за кермом) з дуже важким, дуже смачним роком, який нагадує Deep Purple, але здатний вільно стояти наодинці з власними заслугами».

## Концертні виступи
«Nothin' to Lose» часто грали в 1970-х роках, але в 80-х її майже не виконували.  У 1990-х роках група виконувала пісню на Kiss Convention (одного разу навіть з Пітером Кріссом) і на шоу MTV Unplugged (альбом Kiss Unplugged), а також під час шоу Psycho Circus у Лос-Анджелесі.

## Поява на альбомах Kiss
"Nothin' to Lose" з'явилася на таких альбомах Kiss:
- Kiss - студійна версія
- Alive! - концертна версія
- The Originals - студійна версія
- Kiss Unplugged - концертна версія
- The Box Set - студійна версія та версія Unplugged
- Gold - студійна версія
- Kiss Chronicles: 3 Classic Albums - студійна версія
- Kiss Alive! 1975–2000 - версія з альбому Alive!
- Kiss Alive 35 - концертна версія

## Треклист
- Сторона А - "Nothin' to Lose"
- Сторона Б - "Love Theme from KISS"

## Учасники запису
Kiss
- Джин Сіммонс — бас-гітара, головний вокал
- Пітер Крісс — ударні, головний вокал
- Пол Стенлі – ритм-гітара, вокал
- Ейс Фрейлі – соло-гітара, бек-вокал

Додатковий персонал
- Брюс Фостер – акустичне піаніно, додаткова гітара